# Evropský stabilizační mechanismus
Evropský stabilizační mechanismus (ESM, anglicky European Stability Mechanism, lidově euroval) je záchranný fond finanční pomoci pro země platící eurem, který nahradil dočasná řešení, jimiž byly Evropský nástroj finanční stability (EFSF, anglicky European Financial Stability Facility) a Evropský mechanismus finanční stabilizace (EFSM, anglicky European Financial Stabilisation Mechanism). Ačkoliv jeho vznik umožnila změna zakládacích smluv Evropské unie, jedná se o mezinárodní organizaci zřízenou samostatnou mezinárodní smlouvou.
ESM může za striktních podmínek, de facto výměnou za reformy a nápravná opatření vedoucí k fiskální konsolidaci, poskytovat půjčky členským státům ve vážných finančních problémech až do výše 500 miliard eur (asi 13 biliónů korun). Ve výjimečných případech může pomocí přímých nákupů vládních dluhopisů na primárním trhu nakupovat dluhy států, aby snížil sazby na trzích. ESM také může přímo rekapitalizovat banky v potížích, čímž nedojde ke zvýšení zadlužení daného státu. Kvůli riziku morálního hazardu ale podmínkou bylo vytvoření nového bankovního dohledu, který dal vyšší pravomoci Evropské centrální bance, především přímo dohlížet systémově významné banky v eurozóně. ESM si rovněž na trzích může sám půjčovat peníze.
Začátek činnosti ESM byl stanoven na dobu, kdy jeho zřízení ratifikují členské země reprezentující 90 % závazného kapitálu. To se stalo v září 2012, kdy souhlas s ratifikací smlouvy vyslovilo Německo, a ESM začal fungovat k 15. říjnu 2012. Změnu Smlouvy o fungování Evropské unie (SFEU), která umožňuje vznik ESM, již ratifikovaly všechny členské státy EU. Posledním bylo Česko, kde scházelo připojit podpis prezidenta. Nakonec tak učinil Miloš Zeman na Pražském hradě 3. dubna 2013 za přítomnosti tehdejšího předsedy Evropské komise Josého Manuela Barrosy. Obě komory parlamentu s dodatkem SFEU vyjádřily souhlas již dříve. Česko se stane členem ESM až po vstupu do eurozóny.
ESM sídlí v Lucemburku.

## Právní ukotvení
Změna Smlouvy o fungování Evropské unie (SFEU, součást primárního evropského práva) spojená s ESM proběhla poprvé tzv. zjednodušenou procedurou pro změnu zakládacích smluv upravenou v čl. 48 odst. 6 Smlouvy o EU, tj. formou rozhodnutí Evropské rady. O okamžitém zahájení tohoto postupu rozhodla Evropská rada na svém zasedání ve dnech 16. – 17. prosince 2010, kde bylo rovněž dojednáno i znění samotného Rozhodnutí. V březnu 2011 vyslovil souhlas s doplněním smlouvy Evropský parlament.
Poslanecká sněmovna ČR vyslovila souhlas s ratifikací Rozhodnutí Evropské rady, kterým se mění článek 136 SFEU, pokud jde o mechanismus stability pro členské státy, jejichž měnou je euro dne 5. června 2012. Senátem ČR byla ratifikace schválena zhruba o měsíc dříve 25. dubna 2012.
Dodatek o délce dvou vět, který byl včleněn do článku 136 SFEU coby odstavec 3, zní:
Členské státy, jejichž měna je euro, mohou zavést mechanismus stability, který bude aktivován v případech, kdy to bude nezbytné k zajištění stability eurozóny jako celku. Poskytnutí jakékoli požadované finanční pomoci v rámci tohoto mechanismu bude podléhat přísné podmíněnosti.

Na základě tohoto dodatku byl mezivládní dohodou ustanoven Evropský stabilizační mechanismus.

## Fungování a nástroje ESM

### Dosud použité nástroje
Finanční asistence členům eurozóny je poskytnuta pouze, pokud je prokázána nutnost ochránit finanční stabilitu eurozóny jako celku. Pro tento účel ESM používá několik nástrojů pomoci. Může poskytnout půjčku jako součást programu makroekonomického přizpůsobení, jako se to stalo v případě Kypru a momentálně probíhá v Řecku. Irsko, Řecko a Portugalsko využily podobných programů pod předchozí dočasnou organizací EFSF. Jediný další nástroj, který byl ESM použit, je půjčka státu na nepřímou rekapitalizaci bank, což se stalo v případě Španělska.

### Další nástroje ESM
Zatím nevyužitým nástrojem, který souvisí i s bankovní unií, je nástroj přímé rekapitalizace finančních institucí, pro jehož potřeby bylo vyčleněno 60 mld. eur. Dalšími dosud nevyužitými nástroji, které může ESM dle smlouvy využít jsou:
- Preventivní finanční pomoc (Precautionary credit line)
- Nástroj podpory na primárním trhu (Primary market purchases)
- Nástroj podpory na sekundárním trhu (Secondary market purchases)

## Přispěvatelé
ESM disponuje upsaným kapitálem ve výši 700 mld. EUR. Z toho 80 mld. představuje splacený kapitál a 620 mld. přislíbený kapitál, který může být v případě nutnosti poskytnut členskými zeměmi eurozóny podle daného distribučního klíče. Konstrukce tohoto klíče je odvozena z podílů národních centrálních bank eurozóny na splaceném kapitálu Evropské centrální banky. Méně vyspělým ekonomikám (měřeno ukazatelem HDP na obyvatele v tržních cenách pod hranicí 75 % průměru EU) je po přechodné období 12 let poskytován zvýhodněný klíč.
| člen ESM    | % z příspěvků | Podíl     | Připsaný kapitál (v milionech €) | Nominální HDP 2010 (v milionech USD) |
| ----------- | ------------- | --------- | -------------------------------- | ------------------------------------ |
| Německo     | 27,1464       | 1 900 248 | 190 024, 8                       | 3 315 643                            |
| Francie     | 20,3859       | 1 427 013 | 142 701, 3                       | 2 582 527                            |
| Itálie      | 17,9137       | 1 253 959 | 125 395, 9                       | 2 055 114                            |
| Španělsko   | 11,9037       | 833 259   | 83 325, 9                        | 1 409 946                            |
| Nizozemí    | 5,717         | 400 190   | 40 019                           | 783 293                              |
| Belgie      | 3,4771        | 243 397   | 24 339, 7                        | 465 676                              |
| Řecko       | 2,8167        | 197 169   | 19 716, 9                        | 305 415                              |
| Rakousko    | 2,7834        | 194 838   | 19 483, 8                        | 376 841                              |
| Portugalsko | 2,5092        | 175 644   | 17 564, 4                        | 229 336                              |
| Finsko      | 1,7974        | 125 818   | 12 581, 8                        | 239 232                              |
| Irsko       | 1,5922        | 111 454   | 11 145, 4                        | 204 261                              |
| Slovensko   | 0,824         | 57 680    | 5 768                            | 86 262                               |
| Slovinsko   | 0,4276        | 29 932    | 2 993, 2                         | 46 442                               |
| Lucembursko | 0,2504        | 17 528    | 1 752, 8                         | 52 433                               |
| Kypr        | 0,1962        | 13 734    | 1 373, 4                         | 22 752                               |
| Estonsko    | 0,186         | 13 020    | 1 302                            | 19 220                               |
| Malta       | 0,0731        | 5 117     | 511, 7                           | 7 801                                |

(tabulka je aktuální k roku 2010)

## Kritika
Paolo Manasse z Boloňské univerzity v roce 2011 ještě před vznikem ESM poukazoval na čtyři problémové body. Zaprvé, úvěrová kapacita ve výši 500 mld. eur je příliš nízká v porovnání s úrovněmi dluhů některých problémových států. Zadruhé, systém financování je postaven spíše na garancích, než na předem splaceném kapitálu. Aktivování těchto garancí v době krize může vést ke zvýšení zadlužení některých členských států a vyvolat tím nežádoucí efekty nákazy. Zatřetí, mechanismus hlasování je postaven (na rozdíl od IMF) na jednomyslnosti ministrů financí eurozóny. Každá členská země tak v Radě guvernérů disponuje právem veta a může zablokovat jakoukoliv půjčku. To může být v době krize a nutnosti rychého jednání paralyzující. Začtvrté, Evropská komise má za úkol provádět hodnocení udržitelnosti veřejného dluhu státu přijímajícího finanční pomoc. Pokud dojde k závěru, že je dotčený stát nesolventní, ESM může poskytnout půjčku jen v takovém rozsahu, v jakém se do pomoci zapojí soukromý sektor. Vzhledem k tomu, že státy v problémech ztrácí přístup na finanční trhy právě z důvodu, že je investoři považují za nesolventní, Komise pravděpodobně dojde ke stejnému závěru. Tímto oficiálním stanoviskem Evropa může dle Menasse odstartovat navyšování rizikových prémií na dluhopisech stávajících či očekávaných klientů ESM, čímž krizi reálné insolvence (která byla do té doby pouze hypotetická) vlastně způsobí.
V době, kdy byl ESM zřizovaný, byl také kritizován za to, že pomůže pouze jako pojistka při řešení budoucích krizí, nepomůže však uspokojivě vyřešit krizi tehdy probíhající. Wolfgang Münchau ve stejném článku také poukazoval na problém nepřipravenosti politických systémů v členských státech na to, až někdy dojde k aktivaci záruk a nutnosti doplnění finančních prostředků. Jakkoli žádoucí a efektivní přeshraniční řešení krize potom přijde do konfliktu s dynamikou domácí politiky v členských státech.
Béla Galgóczi z Institutu Evropských odborových svazů zase ESM považuje za symbol změny paradigmatu v evropské integraci, kdy se opouští od sociální dimenze, solidarity a imperativu konvergence, a klade se místo toho důraz na úsporné politiky a přísná opatření ke znovunastolení konkurenceschopnosti tzv. deficitních zemí.

## Aktuální debata o budoucí roli ESM
O ESM se v současné době diskutuje jako o možném poskytovateli trvalého jistícího mechanismu v rámci bankovní unie. Tento jistící mechanismus by měl sloužit jako pojistka poslední záchrany v případě, že by došlo k vyčerpání jednotného fondu pro řešení krizí, jež si pro případné krize naplňuje sám bankovní sektor.
Další možná role pro ESM byla naznačena v projevu předsedy Evropské komise Junckera v září 2017. ESM má být podle Junckera postupně proměněn v Evropský měnový fond (EMF). EMF má být časem pevně zakotven v EU (zatím je totiž ustaven mezivládní smlouvou). Konkrétní návrh v tomto směru Komise představila v prosinci 2017.  Tento návrh však zatím mezi členskými státy nenašel větší podporu.